# Mikael Niemi
Mikael Niemi (Pajala, 13 de agosto de 1959) é  um escritor  e professor sueco da região minoritária do Vale de Torne. Com uma avó lapoa e um pai fino-sueco do Vale de Torne, tem as suas raízes em duas culturas, o que constitue uma fonte de força e inspiração.